# Orthodera insularis
Orthodera insularis es una especie de mantis de la familia Mantidae.

## Distribución geográfica
Se encuentra en Sumba (Indonesia).